# Cena Gerharta Hauptmanna
Cena Gerharta Hauptmanna, německy Gerhart-Hauptmann-Preis, byla literární cena, kterou dramatikům udělovala Freie Volksbühne Berlin. Nesla jméno spisovatele a dramatika Gerharta Hauptmanna.

## Držitelé
- 1927 Max Herrmann-Neiße
- 1928 Heinrich Hauser (za Brackwasser)
- 1929 Robert Musil
- 1930 Hans von Hülsen
- 1931 Annette Kolb
- 1953 Claus Hubalek (1926-1995), Der Hauptmann und sein Held
- 1956 Karl Wittlinger (za Kennen Sie die Milchstraße?)
- 1957 Theodor Schübel (za Der Kürassier)
- 1959 Hans Baumann (odejmuta 1962)
- 1960 Richard Hey (za Der Fisch mit dem goldenen Dolch)
- 1961 Hans-Joachim Haecker
- 1962 Martin Walser
- 1964 Tankred Dorst
- 1964 Heinar Kipphardt (za In der Sache J. Robert Oppenheimer)
- 1964 Peter Hirche (za Triumph in tauensd Jahren)
- 1965 Hans Günter Michelsen
- 1967 Peter Handke (za Kaspar a Publikumsbeschimpfung)
- 1968 Hartmut Lange
- 1969 Rainer Werner Fassbinder (za Katzelmacher)
- 1970 Heinrich Henkel
- 1970 Siegfried Lenz (za Zeit der Schuldlosen)
- 1971 Peter Härtling (za Gilles)
- 1973 Gaston Salvatore
- 1976 Leonhard Reinirkens
- 1981 Peter Turrini
- 1985 Stefan Dähnert
- 1987 Florian Felix Weyh
- 1987 Klaus Pohl
- 1990 Michael Zochow (za Traiskirchen)
- 1992 Matthias Zschokke (za Die Alphabeten)
- 1994 Oliver Bukowski
- 1996 Dominik Finkelde (za Abendgruß)
- 1996 Jens Roselt (za Trüffel)